# Galabovo
Galabovo (Bulgaars: Гълъбово) is een stad en een gemeente in de  oblast Stara Zagora in het zuidoosten van Bulgarije. Op 31 december 2018 telt de gemeente Galabovo 11.640 inwoners, waarvan 7.397 in de stad Galabovo en de overige 4.243 inwoners in tien verschillende dorpen op het platteland. 
De stad heeft een voetbalclub genaamd FK Botev Galabovo.

## Geografie
De gemeente Galabovo ligt in het zuidoosten van de oblast  Stara Zagora. De gemeente Galabovo heeft een oppervlakte van 349 km2. De gemeente grenst in het westen aan de gemeente Opan, in het noorden aan Radnevo, in het oosten aan de gemeente Topolovgrad en in het zuiden aan de gemeenten Charmanli en Simeonovgrad. Het  reliëf is heuvelachtig. Het hoogste punt is de 543 meter hoge piek Tjoekata bij het dorp Glaven. Verder stroomt een zijrivier van de rivier Maritsa, de Sazlijka, langs de gemeente Galabovo.

## Economie
Galabovo is het centrum van  steenkoolwinning en  elektriciteitsopwekking in Bulgarije. De grootste elektriciteitscentrale van Bulgarije bevindt zich in Galabovo en staat bekend als de elektriciteitscentrale Maritsa-Oost. 
Op 14 januari 1949 werd een collectieve boerderij opgericht en werden kleinere boerderijen in de regio gecollectiviseerd, om twee jaar later onder de gezamenlijke naam ’APK’ (Agrarno-Promisjlen Kompleks) ondergebracht te worden. Sinds de val van het communisme wordt echter weer een vorm vanzelfvoorzieningslandbouw uitgevoerd.

## Bevolking
De bevolking van de stad Galabovo bereikte in de jaren ‘80 een hoogtepunt. Na de val van het communisme daalt het aantal inwoners in een rap tempo, met name op het platteland. 
| stad Galabovo     | 4.014  | 4.246  | 5.010  | 9.842  | 9.596  | 10.506 | 9.507  | 9.183  | 8.242  | 7.397  |
| gemeente Galabovo | 18.815 | 19.626 | 19.350 | 23.038 | 21.287 | 20.313 | 17.740 | 16.182 | 13.394 | 11.640 |

#### Bevolkingssamenstelling
In de stad Galabovo leven voornamelijk etnische Bulgaren (92,9%). De grootste minderheid vormen de  Roma (5,3%). De meeste inwoners zijn lid van de Bulgaars-Orthodoxe Kerk (79,3%), gevolgd door aanhangers van het protestantisme (1,4%) en het katholicisme (0,6%). De rest van de bevolking heeft geen religie of heeft niet gereageerd op de volkstelling van 2011. 

## Nederzettingen
De gemeente Galabovo bestaat uit de stad Galabovo en tien dorpen. 
| stad Galabovo      | град Гълъбово    | Karabunar (Кара бунар), Sladak Kladenets (Сладък кладенец), Kladentsjevo (Кладенчево), Stachanovo (Стаханово), Gara Galabovo (Гара Гълъбово) | 8.242  | 7.397  |
| dorp Obroetsjisjte | село Обручище    | Obroekli (Обруклии) | 1.639  | 1.399  |
| dorp Glavan        | село Главан      | - | 992    | 802    |
| dorp Madrets       | село Мъдрец      | Sofoelare (Софуларе) | 860    | 723    |
| dorp Mednikarovo   | село Медникарово | Kara Pilit (Кара пилит) | 491    | 440    |
| dorp Aprilovo      | село Априлово    | Lefedzhi (Лефеджии) | 292    | 214    |
| dorp Pomosjtnik    | село Помощник    | Kalfa Koy (Калфа кьой) | 269    | 186    |
| dorp Moesatsjevo   | село Мусачево    | - | 219    | 169    |
| dorp Iskritsa      | село Искрица     | Koltsjoelare (Колчуларе), Strazhari (Стражари)                                                                                               | 219    | 164    |
| dorp Razdelna      | село Разделна    | Boeloedzjak (Бюлюджак) | 118    | 93     |
| dorp Velikovo      | село Великово    | Karamanli (Караманлии) | 53     | 53     |
| gemeente Galabovo  | община Гълъбово  | - | 13.394 | 11.640 |